# Alisha Newton
Alisha Newton (Vancouver, 22 de julio de 2001) es una actriz canadiense más conocida por su papel en Heartland como Georgie.

## Vida
Nacida en Vancouver el 22 de julio de 2001, Alisha Newton comenzó a aparecer en numerosos comerciales a partir de los cuatro años. No fue hasta cuatro años más tarde, cuando ella comenzó a audicionar para papeles de películas y de televisión, ella descubrió una pasión verdadera para actuar.[cita requerida]

## Carrera
En 2010 apareció por primera vez en la serie de televisión La Historia de Wyoming interpretando al pequeño pájaro thorpe.
En junio de 2013 se estrenó Percy Jackson y el mar de los monstruos, en la que interpretó a la joven Annabeth.
En 2013, empezó a interpretar al personaje Georgie de la serie Heartland, en la serie, ella perdió a sus padres por lo que llega a Heartland como hogar temporal mientras una familia la adopta, se encariña con los animales de este rancho y después con sus ocupantes humanos por lo cual la adoptan. 
En 2014, Newton interpretó el papel secundario de Sofía Dunlap en la película de 2014 El árbol que salvó la Navidad.[cita requerida]

## Filmografía
| Año           | Título                                  | Papel                      | Notas                                      |
| ------------- | --------------------------------------- | -------------------------- | ------------------------------------------ |
| 2010          | La historia de Wyoming                  | Pequeño pájaro Thorpe      | Película de televisión                     |
| 2010          | Supernatural                            | Niñita                     | Episodio "aplauda sus manos si usted cree" |
| 2011          | Jake y Jasper: un cuento de hurón       | Niño pequeño en la escuela | Cortometraje                               |
| 2011          | Joanna hace un amigo                    | Pequeña Susie              | Cortometraje                               |
| 2012          | Juego de sombras                        | Pequeño Piper              | Cortometraje                               |
| 2012          | Cuide sus modales                       | Pequeña Alice              | Cortometraje                               |
| 2012          | No hay lugar como el hogar              | Pequeña Dorothy            | Cortometraje                               |
| 2012-presente | Heartland                               | Georgina 'Georgie' Crawley | Papel protagonista, 78 episodios           |
| 2013          | Percy Jackson y el mar de los monstruos | Annabeth Chase (7 años)    |                                            |
| 2013          | Corazón de la danza                     | Pequeño título "Jenna"     |                                            |
| 2014          | El árbol que salvó la Navidad           | Sofia Dunlap               | Película de televisión                     |
| 2015          | El hueco                                | Emma                       | Película de televisión                     |
| 2015          | Cuando llama el corazón                 | Nellie Harper              |                                            |